# Isla Batek
Batek, también conocida como Fatu Sinai (en indonesio: Pulau Batek), es una isla deshabitada que está situada a 12 km de la costa del subdistrito indonesio de Amfoang Utara (Distrito Kupang Barat), cerca de la aldea Oepoli y de la costa del subdistrito timorense Nitibe. Se trata de una isla de 13,5 hectáreas que forma una meseta de unos 50 metros por encima del mar. Desde 1999 la posesión de la isla ha estado en disputa entre Indonesia y Timor Oriental.
Los tratados entre Portugal y los Países Bajos de 1859, 1896, 1904 y 1914 establecieron la frontera entre los dominios de ambas potencias coloniales en la isla de Timor. Sólo en el tratado de 1904 la isla, citada como Pulau Batek, se menciona dividida entre portugueses (Timor Portugués ) y holandeses (Indias Orientales Neerlandesas). Más tarde Fatu Sinai fue una "isla olvidada", sin importancia para dichas potencias. Después de la invasión Indonesia a Timor Oriental de 1975 la isla quedó de facto bajo administración indonesia.